# John Gillon
John Benjamin Gillon III (Houston, Texas, 31 de marzo de 1994) es un baloncestista estadounidense que es agente libre. Con 1,83 metros de estatura, juega en la posición de base.

## Trayectoria deportiva

### Universidad
Jugó una temporada con los Trojans de la Universidad de Arkansas en Little Rock, en la que promedió 10,6 puntos, 2,4 rebotes y 2,4 asistencias por partido. A pesar de sus buenas cifras, pidió ser transferido a los Rams de la Universidad Estatal de Colorado, donde, tras cumplir el año de sanción que impone la NCAA, jugó dos temporadas, en las que promedió 10,6 puntos y 3,5 asistencias por encuentro, siendo elegido en 2015 por los entrenadores como el mejor sexto hombre de la Mountain West Conference.
Tras graduarse en Colorado State, Gillon decidió jugar un año más y ser transferido a los Orangemen de la Universidad de Syracuse. Allí jugó su última temporada como universitario, promediando 10,5 puntos y 5,4 asistencias por partido.

### Profesional
Tras no ser elegido en el Draft de la NBA de 2017, sí lo fue en el Draft de la NBA Development League, en la décima posición de la segunda ronda por los Texas Legends. Allí disputó únicamente cinco partidos, en los que promedió 3,6 puntos y 1,4 asistencias, antes de ser despedido a finales del mes de noviembre. Pocos días después fue contratado por los Erie BayHawks, donde acabó la temporada haciéndose con el puesto de titular, y promediando 10,0 puntos y 3,6 asistencias por partido.,
Esos números hicieron que renovara la temporada siguiente con los BayHawks, hasta que el 21 de febrero fue traspasado a los Greensboro Swarm a cambio de Cat Barber.
En la temporada 2019-20, llega a Europa para jugar en las filas del KK Pieno žvaigždės de la LKL lituana.
En verano de 2020, firma por el Darüşşafaka S.K. de la liga turca.
El 29 de enero de 2021, firma por el BV Chemnitz 99 de la Basketball Bundesliga.
El 18 de febrero de 2021, firma por el Alba Fehérvár de la Nemzeti Bajnokság I/A.
En febrero de 2024 se unió al MZT Skopje de la Makedonska Prva Liga.